# Nomade (singolo)
Nomade è un singolo del rapper italiano Inoki, pubblicato il 15 maggio 2020 come secondo estratto dal quinto album in studio Medioego.

## Descrizione
Il brano è stato prodotto da Chryverde, che ha curato buona parte della produzione dell'album, ed è stato realizzato nell'estate del 2019 con una iniziale base hip hop di ispirazione old school, modificata nei mesi successivi con sonorità più moderne. Il testo riflette invece il passato del rapper, abituato a spostarsi frequentemente da una città all'altra sulla falsariga dei popoli nomadi, come spiegato in occasione della presentazione del singolo:

## Tracce
1. Nomade – 3:16